# Сігал Приштина
Сігал Приштина (алб. Klubi i Basketbollit Sigal Prishtina) — косоварський баскетбольний клуб, який базуєся в Приштині.
Команда бере участь в Косовській Баскетбольної Суперлізі, Балканській Міжнародній Баскетбольній Лізі та Кубку ФІБА Європа. Станом на 2016 рік - найуспішніший клуб в Косово, який виграв 12 національних чемпіонатів, 11 національних кубків та 3 суперкубка за останні 13 років. З 2013 року клуб бере участь у Балканській Міжнароднійї Баскетбольній Лізі та став першим косоварським клубом, який виграв це змагання в 2015 році. У 2015 році почали виступати в Кубку ФІБА Європа.

## Досягнення

### Національні змагання
Косоварська Баскетбольна Суперліга
- Чемпіон (12): 1991, 2002, 2003, 2004, 2006, 2007, 2008, 2009, 2011, 2014, 2015, 2016

Кубок Косово
- Володар (11): 2002, 2003, 2005, 2006, 2007, 2008, 2009, 2010, 2013, 2014, 2016

Суперкубок Косово
- Володар (3): 2012, 2013, 2014

### Міжнародні змагання
Балканська ліга
- Переможець: 2015, 2016